# Constantin Nica
Constantin Nica (* 18. März 1993 in Afumați, Kreis Ilfov) ist ein rumänischer Fußballspieler. Er wird als Außenverteidiger eingesetzt.

## Karriere
Nica begann im Alter von sechs Jahren mit dem Fußballspielen bei Dinamo Bukarest. Dort durchlief er alle Jugendmannschaften, bevor in der Saison 2010/11 zu seinen ersten Einsätzen in der zweiten Mannschaft kam, die seinerzeit in der Liga II spielte. Am 5. Mai 2012 debütierte er für Dinamo in der Liga 1 beim 0:1 gegen CFR Cluj in der Startaufstellung. Beim Sieg seines Teams im Pokalfinale 2012 kam er nicht zum Einsatz.
Nachdem er in der Spielzeit 2012/13 in rund der Hälfte der Spiele in der Startaufstellung Dinamos gestanden hatte, verließ Nica im Sommer 2013 den Klub und schloss sich dem italienischen Erstligisten Atalanta Bergamo an. Nach sieben Einsätzen in der Saison 2013/14 wurde er im Sommer 2014 für ein Jahr an Aufsteiger AC Cesena ausgeliehen. Dort musste er meist auf der Ersatzbank Platz nehmen und kam nur zu acht Einsätzen. Im Sommer 2015 verlieh ihn Atalanta für ein Jahr an US Avellino 1912 in die Serie B. Dort kam er in der Hinrunde 2015/16 regelmäßig zum Zuge, war in der Rückrunde aber nur noch Ergänzungsspieler. Nach seiner Rückkehr vereinbarte Atalanta im Sommer 2016 ein erneutes Leihgeschäft. In der Saison 2016/17 spielte er für Zweitligist US Latina, in der Saison 2017/18 wurde er an Dinamo Bukarest ausgeliehen.

## Nationalmannschaft
Nica bestritt am 14. August 2013 sein erstes Länderspiel für die rumänische Nationalmannschaft, als er im Freundschaftsspiel gegen die Slowakei in der 71. Minute für Alexandru Mățel eingewechselt wurde.

## Erfolge
- Rumänischer Pokalsieger: 2012